# Бджолоїдка велика
Бджолоїдка велика (Nyctyornis athertoni) — вид сиворакшоподібних птахів родини бджолоїдкових (Meropidae).

## Поширення
Вид поширений в Південній та Південно-Східній Азії від Західних Гатів (Індія) та південних схилів Гімалаїв (Непал) до В'єтнаму та острова Хайнань. Трапляється у гірських районах, але не вище 2000 м над рівнем моря.

## Опис
Птах завдовжки 31-35 см, вагою 70-93 г. Голова, спина та крила зелені з синім відтінком на крилах. Лоб світло-блакитний. На підборідді є подовжені пір'їни бірюзового кольору, що створюють вигляд бороди. Груди і черево жовтувато-оливкові з темними плямами. Дзьоб довгий, вигнутий донизу, чорного кольору, але біля основи сірий. Хвіст довгий квадратний, крила загострені. Лапки зеленувато-коричневі.

## Спосіб життя
Раціон складається з летючих комах, переважно перетинчастокрилих, а також жуків, бабок, прямокрилих та метеликів. Період розмноження — з лютого по серпень. Гніздо облаштовує у довгих тунелях, які викопує на піщаних ярах, урвищах, берегах річок. Колоній не утворює, на одному місці гніздиться одна або максимум дві-три пари. Самиця, зазвичай, відкладає 4 майже круглих білих яйця.

## Підвиди
- Nyctyornis athertoni athertoni (Jardine & Selby, 1828)
- Nyctyornis athertoni brevicaudatus (Koelz, 1939) — острів Хайнань.